# Північноатлантична рада
Північноатланти́чна ра́да (англ. North Atlantic Council, NAC) — основний орган прийняття політичних рішень Організації Північноатлантичного договору (НАТО), який складається з постійних представників країн-членів. Вона була створена статтею 9 Північноатлантичного договору і є єдиним органом у НАТО, що виводить свої повноваження безпосередньо з договору.

## Функції
Північноатлантичний договір надає Північноатлантичній раді повноваження створювати допоміжні органи для виконання різних політичних функцій, у тому комітет оборони, з метою імплементації інших частин договору. Від 1952 року комітет перебуває в постійній сесії. Північноатлантична рада може скликатися на рівні постійних представників або складатися з міністрів закордонних справ, оборони або прем'єр-міністрів країн-членів. Північноатлантична рада має такі самі повноваження незалежно від складу, в якому збирається. Рада збирається двічі на тиждень: щовівторка для неформального обговорення під час ланчу, а також щосереди на сесію ухвалення рішень. Зазвичай зібрання відбуваються між постійними представниками — найстаршими за рангом постійними членами кожної делегації, зазвичай старшими державними службовцями чи досвідченими послами. Список постійних членів можна знайти на сайті НАТО.
Північноатлантична рада виконує важливі представницькі функції, ухвалює декларації та комюніке, в яких громадськості, а також країнам, що не є членами НАТО, пояснюється політика й рішення Альянсу.
Північноатлантична рада також здійснює керування процесом військового планування. Зокрема, Північноатлантична рада затверджує політичний керівний документ Political Guidance для реалізації стратегічної концепції оборони й забезпечення безпеки членів організації Північноатлантичного договору.